# Малое-Бердяево
Малое-Бердяево, Малое Бердяево — деревня в Ярцевском районе Смоленской области России.
Деревня входит в состав Миропольского сельского поселения. По состоянию на 2007 год постоянного населения не имеет. 
Населённый пункт расположен в северной части Смоленской области в 31 километре к северо-востоку от Ярцева, в 22 километрах севернее автомобильной дороги М1 «Беларусь», на берегу реки Усачёвка. В 23 километрах южнее деревни расположена железнодорожная станция Вышегор на линии Москва — Минск. 

## История
В годы Великой Отечественной войны деревня была оккупирована гитлеровскими войсками в июле 1941 года, освобождена ВС Союза ССР в сентябре 1943 года.